# Quentin Bryce

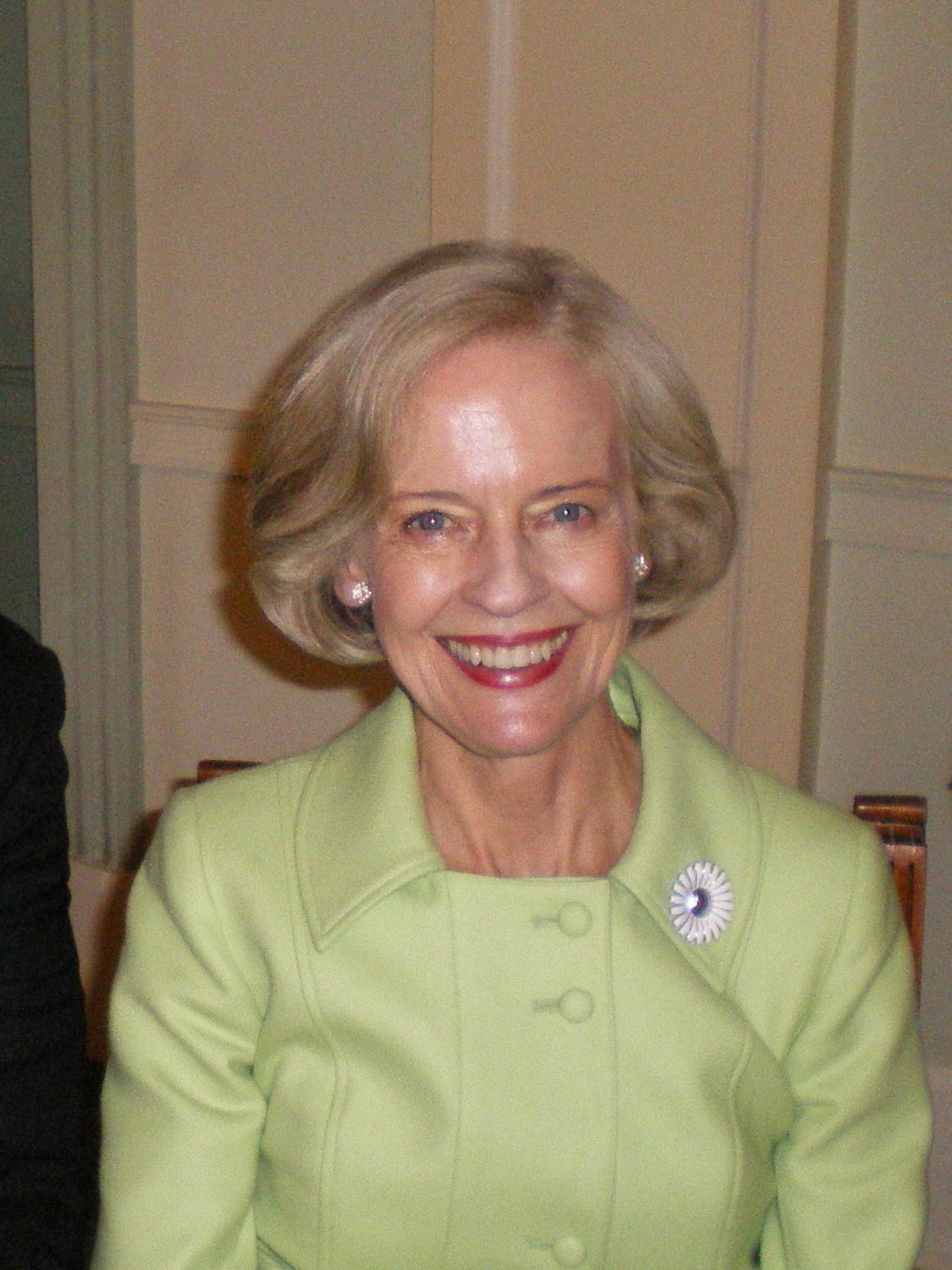
Dame Quentin Bryce (2009)

Dame Quentin Alice Louise Bryce AD CVO (* 23. Dezember 1942 in Brisbane, Queensland) ist eine australische Juristin und Politikerin. Vom 5. September 2008 bis zum 28. März 2014 war sie Generalgouverneurin von Australien.

## Leben
Quentin Bryce wuchs zusammen mit drei Geschwistern in Südwest-Queensland auf. Ihr Vater Norman Strachan beaufsichtigte Wollverarbeitungsmaschinen.
Ihre höhere Ausbildung erhielt sie in Brisbane, wo sie 1965 an der University of Queensland ein rechtswissenschaftliches Studium abschloss. Im selben Jahr wurde sie als erst dritte Frau in Queensland als Barrister zugelassen. Von 1968 bis 1983 lehrte sie Recht an der Universität von Queensland und war dabei die erste Frau in der Geschichte der Universität. 1984 wurde Bryce die erste Direktorin des Fraueninformationszentrums, einer Einrichtung des Amtes für Frauenfragen von Queensland. 1987 wurde sie Leiterin der Kommission für Menschenrechte und Gleichberechtigung. Von 1989 bis 1993 diente sie als Leiterin des australischen Bundesamtes für Gleichberechtigung. Von 1993 bis 1996 wurde sie die erste Leiterin des Nationalen Kinderbetreuungsstätten-Akkreditierungsrates. Von 1997 bis 2003 leitete sie The Women's College der University of Sydney.
2003 wurde Quentin Bryce auf Ratschlag von Peter Beattie, dem damaligen Ministerpräsidenten des Staates, von Ihrer Majestät Königin Elisabeth II. zur Gouverneurin von Queensland ernannt und wurde dabei die zweite Frau, der dieses Amt angetragen wurde.
Am 13. April 2008 wurde vom australischen Premierminister Kevin Rudd, ebenso ein Queenslander, ihre Ernennung zur Generalgouverneurin von Australien bekanntgegeben. In diesem Amt wurde sie als erste Frau und in Nachfolge von Generalmajor Michael Jefferey am 5. September 2008 vereidigt.

## Ehrungen
- 1988, Offizier des Order of Australia, für Dienste an der Gemeinschaft, und für Frauen und Kinder insbesondere.
- 2003, Companion des Order of Australia
- 2014, Dame des Order of Australia

## Privates
Im Jahr 1964 heiratete sie den späteren Professor Michael Bryce (1938–2021), mit dem sie zwei Töchter und drei Söhne hat.